# Laomedon
Trong thần thoại Hy Lạp, Laomedon (/leɪˈɒmɪdɒn/; tiếng Hy Lạp cổ: Λαομέδων có nghĩa là "người cai trị nhân dân") là vua của thành Troia, con trai của Ilus và do đó là cháu trai của Ganymede và Assaracus.

## Gia đình
Mẹ của Laomedon được xác định là Eurydice, Leucippe hoặc Batea. Do đó, có thể Themisthe, Telecleia và thậm chí cả Tithonus là anh chị em ruột của ông.
Laomedon cũng là cha của Priam, Lampus, Hicetaon, Clytius, Hesione, Cilla, Astyoche, Proclia, Aethilla, Medesicaste và Clytodora. Tithonus cũng được hầu hết các nguồn cho là con trai cả của Laomedon, và hầu hết các nguồn đều loại bỏ Ganymede khỏi danh sách những người con của Laomedon, nhưng thay vào đó cho rằng Ganymede là chú của Laomedon. Những người vợ có thể có của Laomedon là Placia, Strymo (hoặc Rhoeo), Zeuxippe  hoặc Leucippe; Ông cũng có một người con trai với tiên nữ Calybe là Bucolion, như được Homer kể lại trong Iliad.
| Mối quan hệ | Tên                   | Nguồn  | Nguồn | Nguồn     | Nguồn      | Nguồn     | Nguồn    | Nguồn     | Nguồn | Nguồn       | Nguồn       | Nguồn    | Nguồn  | Nguồn   | Nguồn   | Nguồn   |
| ----------- | --------------------- | ------ | ----- | --------- | ---------- | --------- | -------- | --------- | ----- | ----------- | ----------- | -------- | ------ | ------- | ------- | ------- |
| Mối quan hệ | Tên                   | Alcman | Homer | Sch. on   | Hellanicus | Sch. on   | Diodorus | Dionysius | Conon | Apollodorus | Apollodorus | Sch. on  | Dictys | Hyginus | Tzeztes | Tzeztes |
| Mối quan hệ | Tên                   | Alcman | Homer | Hom. Ili. | Hellanicus | Eur. Hec. | Diodorus | Dionysius | Conon | Apollodorus | Apollodorus | Ap. Bib. | Dictys | Hyginus | Tzeztes | Tzeztes |
| Cha mẹ      | Ilus                  |        | ✓     |           |            |           | ✓        |           |       |             |             |          |        |         |         |         |
| Cha mẹ      | Ilus và Eurydice      |        |       | ✓         |            |           |          |           |       | ✓           | ✓           | ✓        |        |         |         |         |
| Cha mẹ      | Ilus và Leucippe      |        |       |           |            |           |          |           |       |             |             |          |        | ✓       |         |         |
| Cha mẹ      | Ilus và Batia         |        |       | ✓         |            |           |          |           |       |             |             | ✓        |        |         |         |         |
| Anh chị em  | Telecleia             |        |       |           |            | ✓         |          |           |       |             |             |          |        |         |         |         |
| Anh chị em  | Themiste              |        |       |           |            |           |          |           |       | ✓           | ✓           |          |        |         |         |         |
| Anh chị em  | Tithonus              |        |       |           |            |           |          |           |       |             |             |          | ✓      |         |         |         |
| Vợ          | Zeuxippe              | ✓      |       | ✓         |            |           |          |           |       |             |             |          |        |         |         |         |
| Vợ          | Strymo                |        |       | ✓         | ✓          |           |          |           |       | ✓           |             |          |        |         | ✓       |         |
| Vợ          | Placia                |        |       |           |            |           |          |           |       | ✓           |             |          |        |         |         |         |
| Vợ          | Leucippe              |        |       |           |            |           |          |           |       | ✓           |             |          |        |         |         | ✓       |
| Vợ          | Rhoeo                 |        |       |           |            |           |          |           |       |             |             |          |        |         | ✓       |         |
| Vợ          | Calybe                |        |       |           |            |           |          |           |       |             | ✓           |          |        |         |         |         |
| Con cái     | Tithonus              |        | ✓     | ✓         |            |           | ✓        |           |       | ✓           |             |          |        |         | ✓       |         |
| Con cái     | Priam hay là Podarces |        | ✓     |           |            |           | ✓        |           |       | ✓           |             |          | ✓      |         |         | ✓       |
| Con cái     | Clytius               |        | ✓     |           |            |           |          |           |       | ✓           |             |          |        |         |         |         |
| Con cái     | Hicetaon              |        | ✓     |           |            |           |          |           |       | ✓           |             |          | ✓      |         |         |         |
| Con cái     | Lampus                |        |       |           |            |           |          |           |       | ✓           |             |          | ✓      |         |         |         |
| Con cái     | Thymoetes             |        |       |           |            |           |          |           |       |             |             |          | ✓      |         |         |         |
| Con cái     | Aethilla              |        |       |           |            |           |          |           | ✓     |             |             |          |        |         |         |         |
| Con cái     | Clytodora             |        |       |           |            |           |          | ✓         |       |             |             |          |        |         |         |         |
| Con cái     | Hesione               |        |       |           |            |           |          |           |       | ✓           |             |          |        |         |         |         |
| Con cái     | Cilla                 |        |       |           |            |           |          |           |       | ✓           |             |          |        |         |         |         |
| Con cái     | Astyoche              |        |       |           |            |           |          |           |       | ✓           |             |          |        |         |         |         |
| Con cái     | Proclia               |        |       |           |            |           |          |           |       | ✓           |             |          |        |         |         |         |
| Con cái     | Medesicaste           |        |       |           |            |           |          |           |       |             |             |          |        |         | ✓       |         |
| Con cái     | Bucolion              |        |       |           |            |           |          |           |       |             | ✓           |          | ✓      |         |         |         |

## Thần thoại

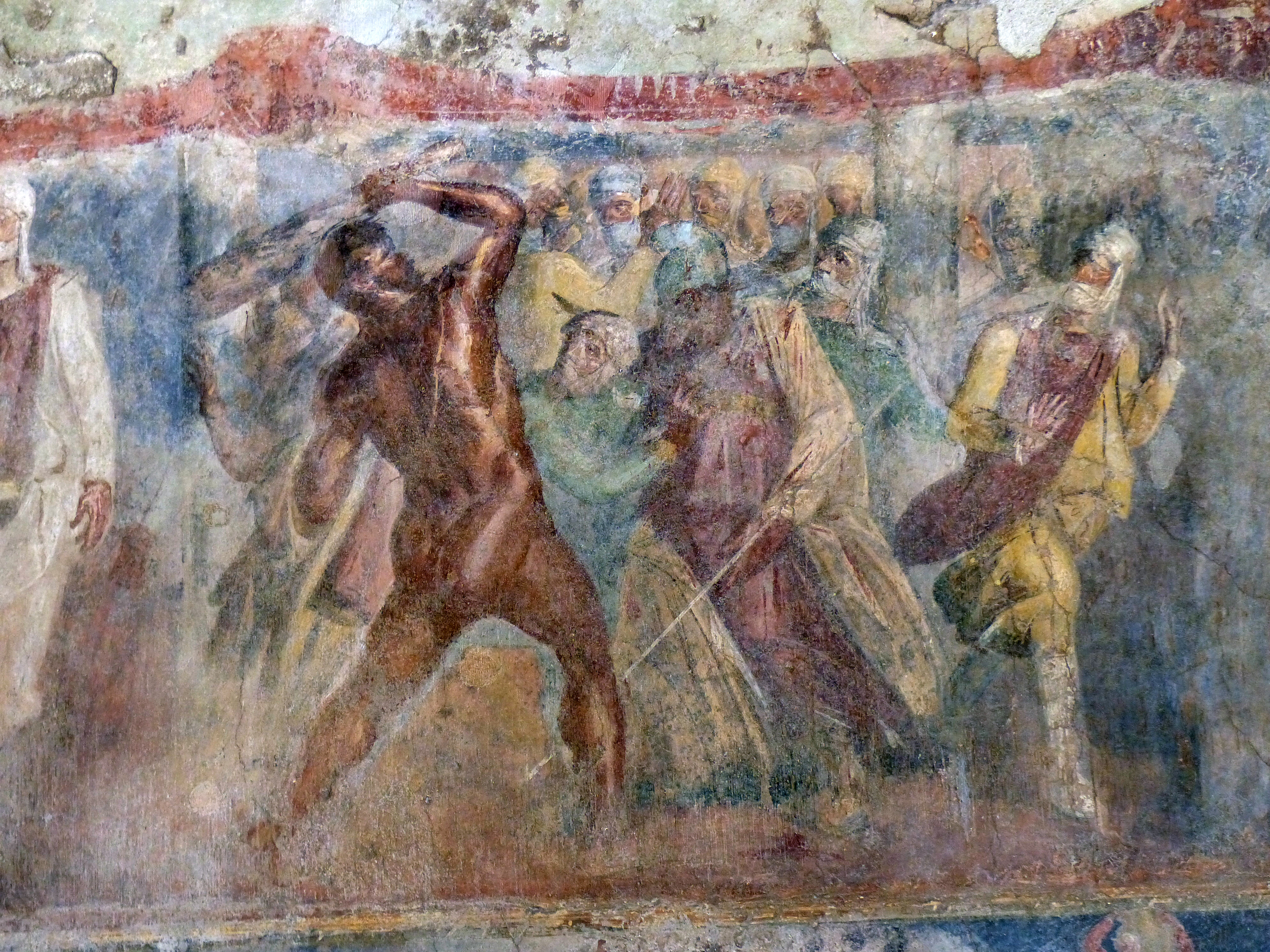
Heracles chuẩn bị giết Laomedon, chi tiết trên bức bích họa từ bức tranh tường ba lớp của Nhà Octavius Quartio tại Pompeii.

### Sự phẫn nộ của các vị thần
Vua Laomedon yêu cầu thần Poseidon và Apollo xây dựng cho mình bức tường thành khổng lồ xung quanh thành, ông hứa sẽ trả ơn cho họ. Nhưng khi họ làm xong, Laomedon đã không thực hiện theo lời hứa của mình. Để trừng phạt, trước khi chiến tranh thành Troia diễn ra, Apollo đã giáng một dịch bệnh xuống thành Troia, còn Poseidon thì thả một con thuỷ quái xuống thành Troia, bắt cóc đi những người dân vùng đồng bằng.
Các nhà tiên tri nói rằng để thoát khỏi sự trừng phạt này, Laomedon phải hiến tế con gái Hesione của mình cho thuỷ quái ăn thịt. Nhưng tình cờ, người anh hùng Heracles sau khi chiến đấu với quân Amazon đã tới thành Troia và nhìn thấy công chúa bị hiến tế. Người anh hùng hứa sẽ cứu công chúa nếu như Laomedon đồng ý tặng cho anh những con ngựa cái mà thần Zeus đã trao cho Laomedon để bù việc bắt Ganymede lên đỉnh Olympus phục vụ các vị thần. Sau khi Laomedon chấp thuận, Heracles cùng với Oicles và Telamon đã giết con thuỷ quái, cứu được Hesione. Nhưng Laomedon một lần nữa lại không thực hiện lời hứa. Heracles tức giận đe doạ sẽ gây chiến với thành Troia rồi ra khơi trở về. 

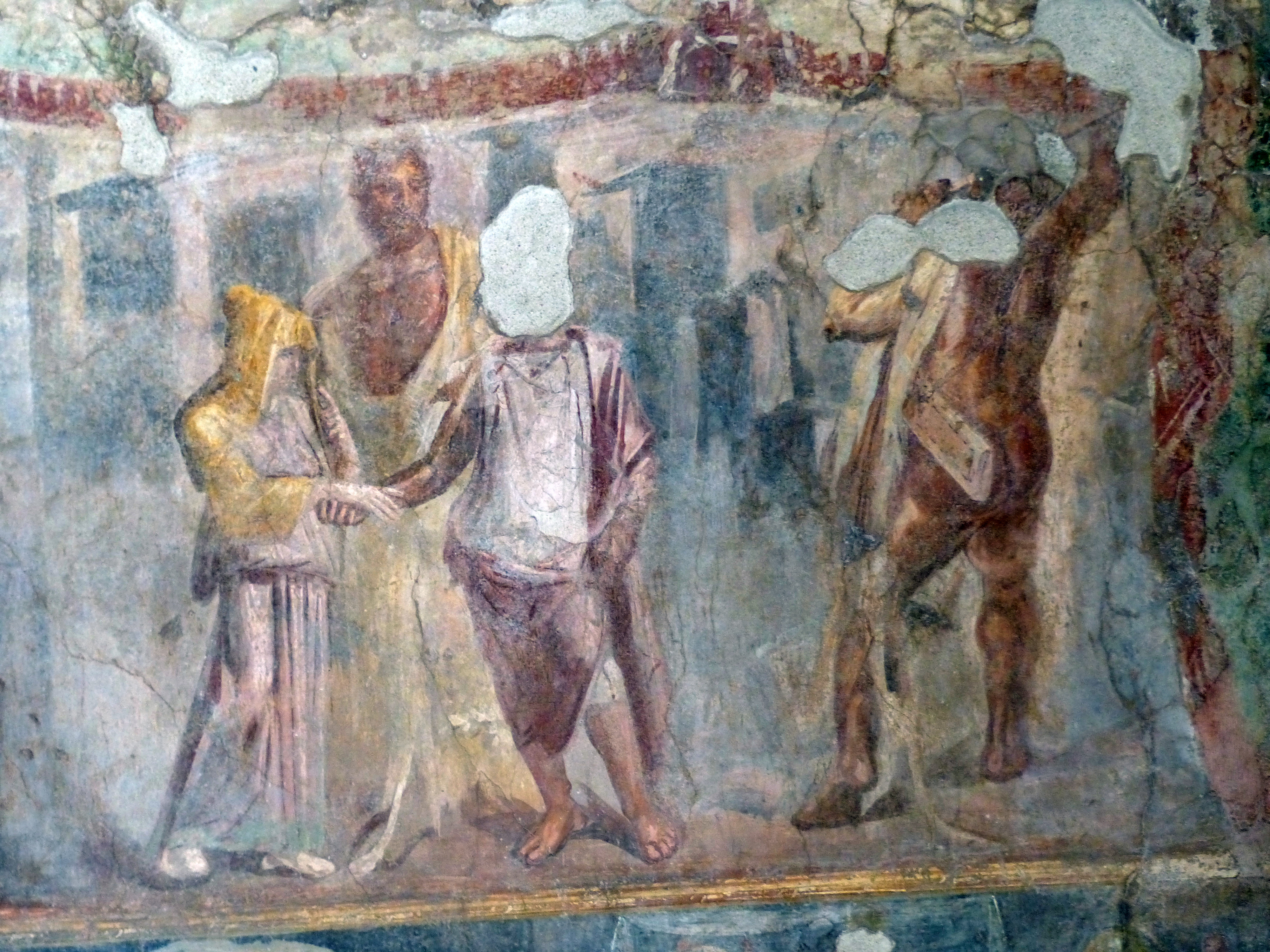
Đám cưới của Telamon và Hesione hoặc cuộc chia tay của Hesione với người em trai Priam trước sự chú ý của Heracles và Telamon ở bên phải, chi tiết trên bức bích họa từ bức tranh tường ba lớp của Nhà Octavius Quartio tại Pompeii.

### Cuộc giao chiến với Heracles
Sau đó, Heracles đã tập hợp một đội quân lên đường đến thành Ilium với mười tám chiếc thuyền, mỗi chiếc có năm mươi mái chèo. Tới thành Ilium, anh giao lại việc canh giữ thuyền cho Oicles rồi cùng những người còn lại lên đường tấn công thành Ilium. Laomedon hành quân chống lại các thuyền chiến và tiêu diệt được Oicles. Nhưng rồi quân của ông bị Heracles đẩy lùi và bao vây. Sau khi bị bao vây, Telamon là người đầu tiên chọc thủng bức tường và tiến vào thành, sau đó là Heracles. Khi con trai của thần Zeus chiếm được thành, anh đã bắn hạ Laomedon cùng những người con trai của ông, chỉ trừ Podarces. Heracles đã gả công chúa Hesione cho Telamon như để thưởng công (sau này Telamon có với Hesione một người con trai tên là Teucer), đồng thời còn cho phép Hesione thả ra một người đã bị bắt. Khi Hesione chọn Podarces, Heracles nói rằng em trai cô trước tiên phải làm nô lệ và sau đó được cô chuộc lại. Vì vậy, khi hoàng tử bị bán, Hesione đã lấy chiếc khăn che mặt bằng vàng trên đầu cô và đưa ra để chuộc lại em trai; do đó Podarces sau này được gọi là Priam (từ "priamai" có nghĩa là "chuộc lại").